# Gymnoclytia occidua
Gymnoclytia occidua là một loài ruồi trong họ Tachinidae.